# Stay with Me (Faces)
"Stay with Me" is een nummer van de Engelse rockband Faces uit 1971.
Het nummer is geschreven door bandleden Rod Stewart en Ronnie Wood en opgenomen op het derde studioalbum A Nod Is As Good As a Wink... to a Blind Horse. Het nummer is sindsdien ook verschenen op verschillende verzamelalbums, zowel van de Faces als van Stewart en Wood afzonderlijk. Het nummer gaat over een voorstel tot onenightstand tussen de zanger en een vrouw, genaamd Rita, op voorwaarde dat ze vertrekt voordat de zanger weer wakker wordt.
"Stay with Me" werd op single uitgebracht met "Debris" als B-kant. Het werd de grootste internationale hit van de band. In de Nederlandse Top 40 en de Canadese lijst behaalde het nummer de vierde plek, in de Billboard Hot 100 plek 17. Deze single werd de enige top 40 hit van de band in Duitsland. In de UK Singles Chart bereikte het de zesde plek.
In 1993 namen Stewart en Wood een nieuwe versie van het nummer op in het kader van MTV Unplugged.  Het nummer is gecoverd door Def Leppard, Train, McFly en Mary J. Blige.

## NPO Radio 2 Top 2000
| Nummer met noteringen in de NPO Radio 2 Top 2000 | '99  | '00  | '01  | '02  | '03  | '04  | '05  |
| ------------------------------------------------ | ---- | ---- | ---- | ---- | ---- | ---- | ---- |
| Stay with Me                                     | 1637 | 1226 | 1666 | 1994 | 1877 | 1776 | 1960 |

1. ↑  Een vetgedrukt getal geeft de hoogste notering aan.
2. ↑  Deze tabel is bijgewerkt tot en met de laatste editie (2024).